# Penrose-diagram

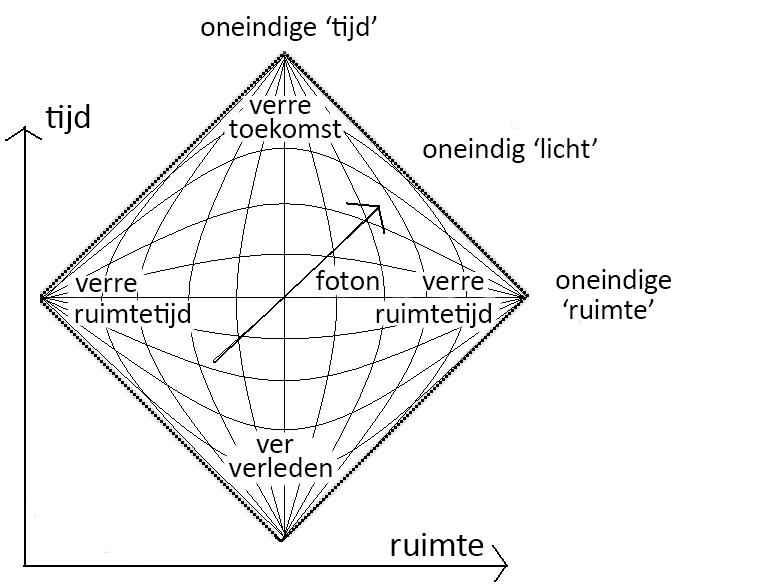
Penrose-diagram van een oneindig Minkowski-heelal

In theoretische natuurkunde is een Penrose-diagram, genoemd naar de Britse wis- en natuurkundige Roger Penrose, een tweedimensionaal diagram dat de causale relaties legt tussen verschillende punten in de ruimtetijd. Het is een uitbreiding van een ruimtetijddiagram, waar de tijd op de {\displaystyle y}-as en de ruimte op de {\displaystyle x}-as is uitgezet. Schuine lijnen met een hoek van 45° komen met lichtstralen overeen. 
Het grootste verschil is dat de metriek van een Penrose-diagram lokaal hoekgetrouw  equivalent is aan de werkelijke metriek in de ruimtetijd. De hoekgetrouwe factor wordt zodanig gekozen dat de gehele oneindige ruimtetijd wordt getransformeerd in en op een Penrose diagram van eindige grootte. Voor bolsymmetrische ruimtetijd correspondeert ieder punt in het diagram met een boloppervlak.